# NGC 6045B
NGC 6045B је лентикуларна галаксија у сазвежђу Херкул која се налази на NGC листи објеката дубоког неба.
Деклинација објекта је + 17° 45' 30" а ректасцензија 16h 5m 10,3s. Привидна величина (магнитуда) објекта NGC 6045 износи 15,5 а фотографска магнитуда 16,5. NGC 6045B је још познат и под ознакама DRCG 34-81, PGC 84720.